# Клајнобринген
Клајнобринген (њем. Kleinobringen) општина је у њемачкој савезној држави Тирингија. Једно је од 75 општинских средишта округа Вајмарер Ланд. Према процјени из 2010. у општини је живјело 283 становника. Посједује регионалну шифру (AGS) 16071039.

## Географски и демографски подаци
Клајнобринген се налази у савезној држави Тирингија у округу Вајмарер Ланд. Општина се налази на надморској висини од 290 метара. Површина општине износи 3,1 km². У самом мјесту је, према процјени из 2010. године, живјело 283 становника. Просјечна густина становништва износи 91 становника/km².